# Robert Emmet Barron
Robert Emmet Barron (Chicago, 19 novembre 1959) è un vescovo cattolico statunitense, dal 2 giugno 2022 vescovo di Winona-Rochester.
È il fondatore dell'organizzazione ministeriale cattolica Word on Fire ed è stato l'ospite di Catholicism, una serie TV di documentari sul cattolicesimo andata in onda su PBS. Prima di essere nominato vescovo, ha prestato servizio come rettore-presidente della University of Saint Mary of the Lake. Barron ha pubblicato libri, saggi e articoli di teologia e spiritualità. È corrispondente di religione per la NBC ed è apparso anche su Fox News, CNN e EWTN. È stato chiamato informalmente il "vescovo dei social media" e il "vescovo di Internet".
A dicembre del 2021, i video di YouTube di Barron sono stati visualizzati oltre 97 milioni di volte. Il presule ha oltre 3 milioni di follower su Facebook, 519 000 su Instagram e 313 000 su Twitter. Inoltre, è stato invitato a parlare di religione presso le sedi di Amazon, Facebook e Google. Ha partecipato a numerose conferenze ed eventi in tutto il mondo, tra cui la XXXI Giornata mondiale della gioventù tenutasi dal 26 al 31 luglio 2016 a Cracovia sul tema "Beati i misericordiosi, perché otterranno misericordia" e all'VIII Incontro mondiale delle famiglie svoltosi a Filadelfia tra il 22 al 27 settembre 2015 sul tema "L'amore è la nostra missione. La famiglia pienamente viva".
La sua serie di film del 2016, Catholicism: The Pivotal Players, è stata distribuita per la televisione nazionale negli Stati Uniti.
Al 2025, è il prelato cattolico più “seguito” online nel mondo di lingua inglese dopo il Pontefice.

## Biografia
Robert Emmet Barron è nato a Chicago il 19 novembre 1959. È di origini irlandesi. Ha trascorso la sua infanzia prima a Detroit, poi nel sobborgo di Chicago di Western Springs. Sua madre era una casalinga e suo padre, morto nel 1987, era uno dei responsabile vendite nazionale per la John Sexton & Company, un distributore alimentare nazionale. Ha una sorella e un fratello, John, che è l'editore del Sun-Times Media Group.

### Formazione e ministero sacerdotale
Barron ha iniziato a leggere le opere di Tommaso d'Aquino quando era una matricola alla Fenwick High School, una scuola superiore privata domenicana. In seguito si è trasferito all'Accademia Benet di Lisle, un liceo privato benedettino, dove si è diplomato nel 1977.
Ha frequentato l'Università di Notre Dame a South Bend per un anno prima di trasferirsi al seminario "Mundelein" di Chicago. Un anno dopo, è stato accettato come Basselin Scholar presso la Scuola di teologia dell'Università Cattolica d'America a Washington dove ha conseguito la laurea in filosofia nel 1981 e un Master of Arts summa cum laude nella stessa disciplina l'anno successivo. La sua tesi era incentrata sulla filosofia politica di Karl Marx e si intitolava "Production and the Political Animal in the Writings of Karl Marx". Nel 1986 ha conseguito la licenza summa cum laude in sacra teologia presso l'University of St. Mary of the Lake di Mundelein con una tesi intitolata "A Consideration of the Two Natures Doctrine of Chalcedon in Light of the Essence-Existence Metaphysics of Aquinas".
Il 24 maggio 1986 è stato ordinato presbitero per l'arcidiocesi di Chicago nella cattedrale arcidiocesana dal cardinale Joseph Louis Bernardin. In seguito è stato vicario parrocchiale della parrocchia di San Paolo della Croce a Park Ridge dal 1986 al 1989. Nel 1989 è stato inviato in Francia per studi. Nel 1992 ha conseguito il dottorato in sacra teologia presso l'Institut catholique di Parigi con una tesi intitolata "Creation as Discipleship: A Study of the De potentia of Thomas Aquinas in Light of the Dogmatik of Paul Tillich".
Dal 1992 al 2015 è stato professore di teologia sistematica all'University of Saint Mary of the Lake, dove è stato anche nominato professore di fede e cultura della cattedra "Cardinale Francis George" nel 2008. È stato anche presidente-rettore dello stesso ateneo dal 2012 al 2015.
Ha tenuto numerose conferenze negli Stati Uniti e a livello internazionale in istituti quali il Pontificio collegio americano del Nord e la Pontificia università "San Tommaso d'Aquino" a Roma. Nel 2000 ha fondato la sua piattaforma Word On Fire.
È stato professore invitato presso l'Università di Notre Dame a South Bend nel 2002 e presso la Pontificia università "San Tommaso d'Aquino" nel 2007. È stato anche due volte borsista in residenza presso il Pontificio collegio americano del Nord nel 2007 e nel 2010.

### Ministero episcopale

Stemma di monsignor Barron come vescovo ausiliare di Los Angeles.

Il 21 luglio 2015 papa Francesco lo ha nominato vescovo ausiliare di Los Angeles e titolare di Macriana di Mauritania. L'arcivescovo José Horacio Gómez Velasco ha osservato che il talento mediatico e il rapporto di Barron con i giovani, così come il suo contatto con altre fedi, sarebbero stati positivi per l'arcidiocesi. Monsignor Blase Joseph Cupich ha confermato che sarebbe stato di grande beneficio per l'arcidiocesi. Ha ricevuto l'ordinazione episcopale l'8 settembre successivo nella cattedrale di Nostra Signora degli Angeli a Los Angeles dall'arcivescovo metropolita di Los Angeles José Horacio Gómez Velasco, co-consacranti l'arcivescovo metropolita di Chicago Blase Joseph Cupich e il già vescovo ausiliare di Los Angeles Joseph Martin Sartoris. Ha prestato servizio come vicario episcopale per la regione pastorale di Santa Barbara che comprende le contee di Santa Barbara e di Ventura.
Nel gennaio del 2020 ha compiuto la visita ad limina.
Il 2 giugno 2022 lo stesso pontefice lo ha nominato vescovo di Winona-Rochester. Il 10 luglio si è congedato dall'arcidiocesi di Los Angeles con una messa celebrata da monsignor Gómez nella missione di Santa Barbara. Ha preso possesso della diocesi il 29 luglio successivo con una cerimonia tenutasi nella concattedrale di San Giovanni Evangelista a Rochester. Il 31 luglio ha celebrato una messa di ringraziamento nella cattedrale del Sacro Cuore di Gesù a Winona.
In seno alla Conferenza dei vescovi cattolici degli Stati Uniti è presidente del comitato per i laici, il matrimonio, la vita famigliare e i giovani.
Ha ricevuto un dottorato in lettere dall'Università Lewis di Romeoville nel 2012, un dottorato in educazione religiosa dal Providence College nel 2013, un dottorato in sacra teologia dalla Dominican House of Studies di Washington nel 2016, un dottorato in teologia dal Saint Anselm College di Goffstown nel 2017, un dottorato in lettere umanistiche dall'Assumption College di Worcester nel 2018, un dottorato in teologia dalla Pontificia università "San Tommaso d'Aquino" di Roma nel 2019 e un dottorato in lettere umanistiche dal Benedictine College di Atchison nel 2022.
Per le sue opere ha ottenuto diversi premi tra i quali il premio giornalistico della Catholic Press Association per il miglior articolo di interesse professionale e speciale nel 1995 per l'articolo "Priest as Bearer of the Mystery"; il premio per il miglior libro della Catholic Press Association nel 1997 per il libro "Thomas Aquinas: Spiritual Master"; il premio giornalistico della Catholic Press Association per il miglior articolo su clero e religiosi nel 1998 per l'articolo "The Uncanny God"; il premio per il miglior libro della Catholic Press Association nel 2003 per il libro "The Strangest Way: Walking the Christian Path"; il Christ Brings Hope Award della Relevant Radio nel 2012 e il Fisher's Net Award per la migliore in assoluto e per la migliore presenza sui social media nel 2015.
Barron è un sostenitore della teoria dell'"osare sperare" elaborata da Hans Urs von Balthasar, dichiarando che esiste un "terreno oggettivo" per una "speranza che tutti gli uomini possano essere salvati" (apocatastasi) .
Oltre all'inglese, parla correntemente francese, spagnolo, tedesco e latino.
Nel gennaio 2025 annuncia la fondazione dell'ordine Word on Fire, La prima famiglia sacerdotale formata e specializzata nell'apostolato su Internet e nei social media. Grazie ad una donazione, la prima casa sacerdotale viene istituita a Rochester, nel Minnesota, con cinque sacerdoti e altrettanti novizi.

## Attività sui mezzi di comunicazione
Nel 2000, Barron ha lanciato Word on Fire Catholic Ministries, un'organizzazione senza scopo di lucro, che sostiene i suoi sforzi di evangelizzazione. I programmi di Word on Fire sono stati trasmessi regolarmente su WGN America, EWTN, Telecare, Relevant Radio e sul canale YouTube di Word on Fire. Il sito web di Word on Fire offre blog con interventi giornalieri, articoli, commenti e oltre dieci anni di podcast settimanali di sermoni. Nel settembre del 2015, Barron e Brandon Vogt, il direttore dei contenuti di Word on Fire, hanno avviato un podcast settimanale chiamato The Word on Fire Show.
Barron tiene numerose conferenze negli Stati Uniti e a livello internazionale e ha pubblicato numerosi libri, saggi e programmi in DVD. È un frequente commentatore di fede e cultura per il The Chicago Tribune, NBC Nightly News, Fox News Channel, Our Sunday Visitor, The Catholic Herald e The Catholic New World.

### Internet
Il sito Web di Barron ospita post giornalieri, articoli settimanali e commenti video e un archivio audio di oltre 500 omelie. Può contare su:
- oltre 3,1 milioni di follower su Facebook;
- oltre 964 000 iscritti al suo canale YouTube;
- oltre 408 000 follower su Instagram;
- più di 260 000 follower su Twitter.

### Video
Barron ha prodotto oltre mille commenti video online che hanno attirato oltre 156 milioni di visualizzazioni. Le sue produzioni settimanali di alta qualità includono brevi e vivaci commenti teologici sulla cultura contemporanea, inclusi film, libri, musica, attualità e altro ancora.

### Televisione
I video di Barron sono trasmessi su CatholicTV, EWTN, Telecare, NET TV e Salt+ Light Television. Ha creato un documentario in dieci parti, Catholicism, girato in sedici paesi e andato in onda sulla televisione pubblica negli Stati Uniti all'inizio del 2011. Un sequel, intitolato Catholicism: The New Evangelization, è stato pubblicato nel settembre del 2013.
Una domenica di ottobre del 2010, Barron ha presentato in anteprima uno spettacolo televisivo di mezz'ora, Word on Fire with Father Barron su WGN America. Barron è il primo sacerdote dopo l'arcivescovo Fulton John Sheen, attivo negli anni '50, ad avere un programma nazionale regolare su una rete televisiva commerciale.

### Radio/podcast
Barron produce un podcast settimanale su fede e cultura intitolato The Word on Fire Show che è stato scaricato oltre dieci milioni di volte. Le sue omelie settimanali e i suoi podcast vanno in onda in molte stazioni radio degli Stati Uniti.

### Libri
- Production and the political animal in the writings of Karl Marx, 1982,  pp. iii, 70.
- Creation as discipleship: a study of the De potentia of Thomas Aquinas in light of the Dogmatik of Paul Tillich, 1992,  pp. vii, 622.
- A study of the "De potentia" of Thomas Aquinas in light of the "Dogmatik" of Paul Tillich : Creation as discipleship, San Francisco, Mellen Research University Press, 1993,  p. 493, ISBN 978-0773422384.
- Thomas Aquinas: spiritual master, New York, Crossroad Publishing Company, 2008,  p. 187, ISBN 978-0824524968.
- And now I see...: the transformative power of the Christian vision, Quezon City, Jesuit Communications Foundation, 1998,  pp. viii, 231, ISBN 978-9710305032.
- Heaven in Stone and Glass, New York, Crossroad Publishing, 2000,  p. 126, ISBN 978-0824519933.
- The Strangest Way: Walking the Christian Path, Park Ridge, IL, Word on Fire Institute, 2002,  pp. ix, 201, ISBN 978-1943243839.
- Bridging the Great Divide: Musings of a Post-Liberal, Post-Conservative, Evangelical Catholic, Lanham, Sheed & Ward, 2004,  p. 307, ISBN 978-1461667414.
- The Priority of Christ: Toward a Post-Liberal Catholicism, Grand Rapids, Baker Academic, 2007,  p. 352, ISBN 978-1540964847.
- Word on Fire: Proclaiming the Power of Christ, New York, Crossroad Pub. Co., 2008,  pp. xi, 225, ISBN 978-0824524531.
- Eucharist, Maryknoll, NY, Orbis Books, 2008,  p. 141, ISBN 978-1570757228.
- Catholicism: a journey to the heart of the faith, New York, Image Books, 2011,  p. 291, ISBN 978-0307720528.
- Seeds of the word: finding God in the culture, Skokie, IL, Word On Fire, 2015,  pp. XI, 275, ISBN 978-0988524590.
- 2 Samuel, Brazos Pr, 2015,  p. 218, ISBN 978-1587432910.
- Exploring catholic theology - essays on god, liturgy, and evangelization, Baker Publishing Group, 2015,  p. 265, ISBN 978-0801097508.
- Vibrant paradoxes: the both/and of Catholicism, Des Plaines, IL, Word on Fire, 2017,  pp. xiv, 272, ISBN 978-1943243105.
- To Light a Fire on the Earth: Proclaiming the Gospel in a Secular Age, Image, 2017,  p. 288, ISBN 978-1524759520.
- Arguing religion: a bishop speaks at Facebook and Google, Park Ridge, IL, Word on Fire, 2018,  pp. vi, 122, ISBN 978-1943243372.
- Letter to a suffering Church: a bishop speaks on the sexual abuse crisis, Park Ridge, Word on Fire, 2019,  p. 105, ISBN 978-1943243488.
- Centered: the spirituality of Word on Fire, Skokie, IL, Word on Fire, 2020,  pp. iv, 154, ISBN 978-1943243563.
- The pivotal players: 12 heroes who shaped the church and changed the world, Park Ridge, IL, Word on Fire, 2020,  pp. ix, 272, ISBN 978-1943243679.
- con Christophe Pierre, Renewing our hope: essays for the new evangelization, Washington, DC, The Catholic University of America Press, 2020,  p. 323, ISBN 978-0813233062.
- The Rosary with Bishop Robert Barron, Park Ridge, IL, Word on Fire, 2021,  p. 128, ISBN 978-1943243730.
- Light from Light: A Theological Reflection on the Nicene Creed, Park Ridge, IL, Word on Fire Academic, 2021,  pp. xiv, 198, ISBN 978-1943243846.
- And now I see: a theology of transformation, Park Ridge, IL, Word on Fire Academic, 2021,  pp. xxvii, 239, ISBN 978-1943243808.
- Eucharist, Park Ridge, IL, Word on Fire Institute, 2021,  p. 123, ISBN 978-1943243822.

### DVD
- Untold Blessings The Three Paths of Holiness (2005)
- Conversion (2006)
- Faith Clips (2007)
- Seven Deadly Sins, Seven Lively Virtues (2007)
- Eucharist (2009)
- Catholicism (2011)
- Catholicism: The New Evangelization (2013)
- Priest, Prophet, King (2014)
- The Mystery of God (2015)
- Catholicism: The Pivotal Players Volume I (2016)
- David the King (2017)
- The Mass (2018)
- Catholicism: The Pivotal Players St. Augustine & St. Benedict (2018)
- Catholicism: The Pivotal Players Fulton Sheen & Flannery O'Connor (2019)
- The Sacraments (2020)
- The Creed (2021)

## Genealogia episcopale
La genealogia episcopale è:
- Cardinale Scipione Rebiba
- Cardinale Giulio Antonio Santori
- Cardinale Girolamo Bernerio, O.P.
- Arcivescovo Galeazzo Sanvitale
- Cardinale Ludovico Ludovisi
- Cardinale Luigi Caetani
- Cardinale Ulderico Carpegna
- Cardinale Paluzzo Paluzzi Altieri degli Albertoni
- Papa Benedetto XIII
- Papa Benedetto XIV
- Papa Clemente XIII
- Cardinale Marcantonio Colonna
- Cardinale Giacinto Sigismondo Gerdil, B.
- Cardinale Giulio Maria della Somaglia
- Cardinale Carlo Odescalchi, S.I.
- Cardinale Costantino Patrizi Naro
- Cardinale Lucido Maria Parocchi
- Papa Pio X
- Cardinale Gaetano De Lai
- Cardinale Raffaele Carlo Rossi, O.C.D.
- Cardinale Amleto Giovanni Cicognani
- Cardinale Pio Laghi
- Arcivescovo Charles Joseph Chaput, O.F.M.Cap.
- Arcivescovo José Horacio Gómez Velasco
- Vescovo Robert Emmet Barron